# Denis Benarrosh
Denis Benarrosh (* 4. November 1955 in Casablanca) ist ein französischer Fusionmusiker (Schlagzeug).

## Leben und Wirken
Benarrosh zog mit seinen Eltern mit acht Jahren nach Frankreich, wo er in Nizza aufwuchs. Seit dem Ende der 1980er bildete er eine Rhythmusgruppe mit Laurent Vernerey. Auch gehörte er seit 1989 zur Band von Francis Cabrel. Daneben spielte er 1995 mit Lionel Richie und begleitete Claude Nougaro (1996–2003) und Benjamin Biolay (2002–2013).
Er hat ebenfalls mit Céline Dion, Carla Bruni, Johnny Hallyday, Charles Aznavour, Roger Hodgson, Eddy Mitchell, Julien Clerc, Pascal Obispo, Calogéro, Florent Pagny, Maurane, Michel Jonasz, Laurent Voulzy, Henri Salvador, Bénabar, Christophe Miossec, Patrick Bruel, Charlélie Couture und Julie Zenatti (Fragile) aufgenommen. Als Studiomusiker ist er an mehr als 400 Alben beteiligt. Im Trio mit Benjamin Biolay und Nicolas Fiszman veröffentlichte er 2015 bei Barclay das Album Trenet.
Benarrosh verfasste auch ein Lehrbuch für das Djembespiel.